# Rudnia (obwód wołgogradzki)
Rudnia – osiedle typu miejskiego w Rosji, w obwodzie wołgogradzkim. W 2010 roku liczyło 7387 mieszkańców.